# Euophrys everestensis
Euophrys everestensis là một loài nhện trong họ Salticidae.
Loài này thuộc chi Euophrys. Euophrys everestensis được Fred R. Wanless miêu tả năm 1975.